# واترشیپ دون (مجموعه تلویزیونی ۲۰۱۸)
واترشیپ دَون (انگلیسی: Watership Down) یک انیمیشن سریالی درام فانتزی-ماجراجویی بزرگسالان CGI به کارگردانی نوام مورو است. این سریال، بر اساس رمانی به همین نام در سال ۱۹۷۲ توسط ریچارد آدامز و اقتباس شده توسط تام بیدول ساخته شده‌است. در ۲۲ دسامبر ۲۰۱۸ در بریتانیا و روز بعد در سطح بین‌المللی در نتفلیکس منتشر شد. پخش از بی‌بی‌سی شامل دو قسمت پشت سر هم در هر روز بود.
موزیک ویدئو آتش در آتش (از واترشیپ دون) از سم اسمیت در ۲۱ دسامبر ۲۰۱۸ منتشر شد.

## صداپیشگان
- جیمز مک‌آووی در نقش هیزل
- نیکلاس هولت در نقش فایور
- جان بویگا در نقش بیگویگ
- بن کینگزلی در نقش ژنرال واندورت
- تام ویلکینسون در نقش تررا
- جما آرترتون در نقش کلور
- پیتر کاپالدی در نقش کهار
- اولیویا کولمن در نقش استرابری
- لی اینگلبی در نقش کمپیون
- مایلز ژوپ در نقش بلک بری
- دانیل کالویا در نقش بلوبل
- روری کینیر در نقش کوسلیپ
- کریگ پارکینسون در نقش گروهبان اسپرس
- روزاموند پایک در نقش خرگوش سیاه اینله
- دنیل ریگبی در نقش داندلین
- جیسون واتکینز در نقش کاپیتان اورکیس
- جما چان در نقش دودراپ
- روزی روز در نقش تتتونگ
- هنری گودمن در نقش بلکاور
- پیتر گینس در نقش اسلیور وید
- شارلوت اسپنسر در نقش نتل